# Чан Тхьен Кхьем
Чан Тхьен Кхьем (вьет. Trần Thiện Khiêm; 15 декабря 1925, Хошимин — 24 июня 2021, Сан-Хосе, США) — южновьетнамский военный и политик, премьер-министр Южного Вьетнама (1969—1975).

## Деятельность
12 июля 1947 года окончил Вьетнамскую Национальную военную академию. Служил в национальной армии Вьетнама. Был назначен капитаном в 1951 году и майором в июле 1954 года. В 1957 году в звании полковника стал заместителем начальника Генерального штаба, а в октябре исполнял обязанности начальника Объединённого Генерального штаба.
В сентябре 1969 года стал премьер-министром и министром обороны, и оставался в этой роли до апреля 1975 года, когда ушёл в отставку и покинул страну.
Умер 23 июня 2021 года в Сан Хосе, Калифорния, в возрасте 95 лет.